# Senza sorridere
Senza sorridere è un singolo del cantante italiano Francesco Renga pubblicato il 13 aprile 2012 come secondo estratto dalla prima raccolta Fermoimmagine.

## Descrizione
La canzone è stata scritta da Renga in collaborazione con Diego Mancino e Dardust, gli stessi autori del brano sanremese La tua bellezza.

## Video musicale
Il video è stato reso disponibile il 2 maggio 2012 attraverso il canale YouTube dell'artista.